# Il laboratorio del dottor Bishop
Il laboratorio del dottor Bishop (Pilot) è l'episodio pilota della serie televisiva Fringe, trasmesso in prima visione sul canale statunitense Fox il 9 settembre 2008 e in Italia su Steel il 31 gennaio 2009. È stato scritto dai creatori della serie J. J. Abrams, Alex Kurtzman e Roberto Orci e diretto da Alex Graves. L'episodio introduce il personaggio di Olivia Dunham, interpretato da Anna Torv, un agente speciale dell'FBI attratta dal mondo della scienza di confine applicata. John Noble interpreta il dottor Walter Bishop, uno scienziato precedentemente incarcerato in un istituto psichiatrico da oltre diciassette anni. Joshua Jackson interpreta suo figlio, Peter, che viene assunto da Olivia per fare da assistente a Walter.
Sebbene l'episodio fosse ambientato a Boston e dintorni, le riprese si sono svolte a Toronto, nella provincia dell'Ontario in Canada. La produzione dell'episodio è costata 10 milioni di dollari, rendendolo uno degli episodi pilota più costosi della storia della televisione. È stato divulgato online tre mesi prima della sua trasmissione in televisione. Si speculò sul fatto che fosse stato divulgato deliberatamente per aumentare l'interesse sulla serie; ma venne negato dal produttore esecutivo Bryan Burk. In generale l'episodio è stato ben accolto dalla critica ed è stato seguito da 9,13 milioni di telespettatori statunitensi alla prima messa in onda.

## Trama
Un uomo su un volo internazionale si inietta un liquido con una penna per insulina, che rilascia un agente biologico che uccide rapidamente tutto l'equipaggio a bordo facendo cristallizzare il loro corpo. Il pilota automatico dell'aereo fa atterrare il velivolo all'aeroporto Logan di Boston, dove varie agenzie federali creano una task force per indagare sull'accaduto durante il volo. L'agente speciale dell'F.B.I. Olivia Dunham (Torv) e il suo partner, l'agente Scott (Mark Valley), si trovano a letto insieme in un motel, dove Scott le dice di amarla. Dunham riceve una chiamata dal suo capo Charlie Francis (Kirk Acevedo), che le ordina di dirigersi verso l'aeroporto. Dunham va ad aggiungersi alla task force interagenziale guidata da Phillip Broyles (Lance Reddick).
A seguito di una soffiata, Dunham e Scott vengono inviati in una struttura di stoccaggio dove scoprono un laboratorio biochimico, che viene fatto esplodere da un sospetto che stanno pedinando. Scott viene invaso dalle sostanze chimiche rilasciate nell'esplosione e viene mandato in coma artificiale per rallentare la progressione della reazione chimica. Mentre si indaga su una possibile cura per le condizioni di Scott, Dunham ricatta Peter Bishop (Jackson) per ottenere un incontro con suo padre, il dottor Walter Bishop (John Noble), il cui lavoro top-secret ad Harvard in "scienza marginale" lo ha portato a farsi rinchiudere in un istituto psichiatrico. Dunham riesce a liberare Walter dall'istituto; tuttavia, va su tutte le furie quando scopre che il suo laboratorio ad Harvard è stato chiuso. Broyles riapre il laboratorio, dove Dunham trasferisce il corpo di Scott. Per identificare l'uomo del magazzino, Walter sincronizza le onde cerebrali di Dunham con quelle di Scott in stato comatoso in modo che lei possa leggere la sua mente. Walter afferma che la sincronizzazione delle onde cerebrali e persino la rianimazione dei morti possono essere effettuate fino a sei ore dopo la morte. Con l'aiuto dell'assistente di Dunham, l'agente federale Astrid Farnsworth (Jasika Nicole), l'esperimento ha successo. Dunham identifica l'uomo nella memoria di Scott, Morgan Steig, come un passeggero dell'aereo. Il team apprende che il fratello gemello di Steig, Richard Steig, era un dipendente della Massive Dynamic, una società fondata da William Bell, il vecchio partner di laboratorio di Walter.
Dunham si dirige al quartier generale della Massive Dynamic e incontra il direttore esecutivo Nina Sharp (Blair Brown), che accetta di fornirle tutte le informazioni su Steig. L'indagato viene arrestato e inizialmente rifiuta di fornire l'elenco delle sostanze presenti nella tossina, ma la minaccia di Peter di esporlo alle sostanze chimiche lo induce a collaborare. Le informazioni ottenute forniscono una cura per Scott. Il sospetto rivela che non ha venduto i prodotti chimici, ma è stato costretto a farlo da una talpa all'interno dell'ufficio di Dunham. Il sospettato consegna a Dunham una registrazione nascosta delle sue conversazioni telefoniche sulle sostanze chimiche e sull'attacco, in cui Dunham si rende conto che Scott fosse coinvolto nell'attacco fin dall'inizio. Mentre ritorna in ospedale, Scott si sveglia e uccide il sospetto. Viene inseguito da Dunham, ma si schianta contro una macchina ferendosi a morte. Prima di morire, Scott chiede a Dunham il perché Broyles l'avesse inviata ad investigare sulla prima posizione delle unità di stoccaggio. Dunham convince i Bishop a restare per aiutarla col suo nuovo lavoro, che Broyles descrive come una task force per indagare su eventi riguardanti lo "Schema". Nel frattempo, il cadavere di Scott viene portato in un laboratorio high-tech della Massive Dynamic, dove la Sharp ordina di interrogare Scott, dal momento che era deceduto da appena cinque ore.

## Produzione

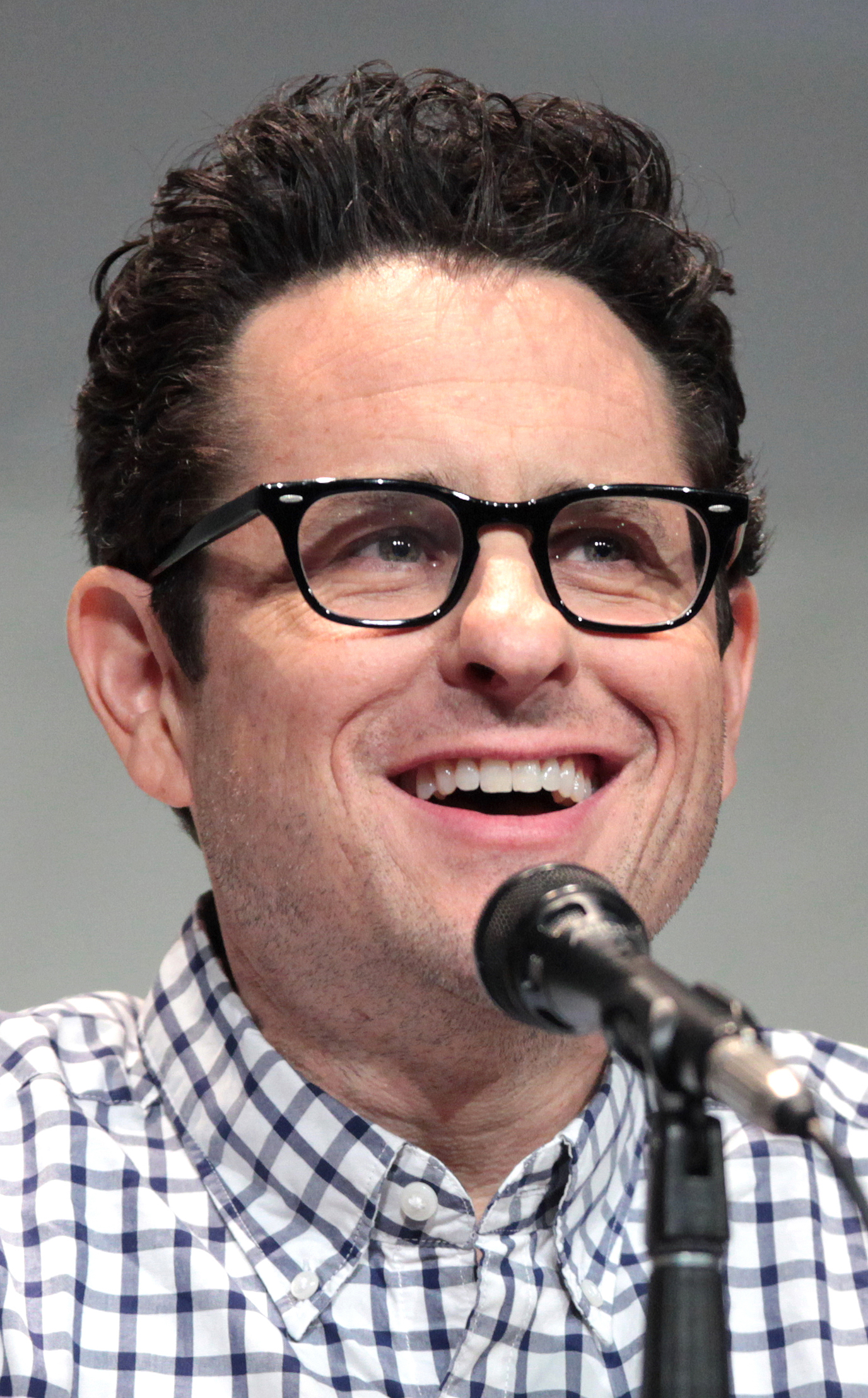
Abrams ha incoraggiato il pubblico a guardare l'episodio perché "non sempre capita di avere tre grandi personaggi interpretati da tre meravigliosi attori in un unico spettacolo".

L'ispirazione del co-creatore J. J. Abrams per Fringe proveniva da varie fonti, tra cui gli scritti di Michael Crichton, il film di Ken Russell Stati di allucinazione e le serie televisive X-Files e Ai confini della realtà. La storia specifica di Fringe è stata sviluppata durante lunghe conversazioni tra i creatori della serie Abrams, Roberto Orci e Alex Kurtzman. Il team stava prendendo in considerazione diverse opzioni, e l'idea alla base di Fringe è piaciuta soprattutto a loro perché conteneva una storia a lungo termine e retroscena dei personaggi che non erano "evidenti ma alludevano all'episodio pilota". Il team ha trascorso molto tempo pensando alla "triade di personaggi" di cui avevano bisogno per la serie e ai motivi per cui avrebbero dovuto destare un interesse unico. I creatori hanno preso la decisione sulla base dell'idea di una storia padre-figlio perché era avvincente e facilmente comprensibile, "non devi necessariamente sapere nulla di scienza, perché tutti hanno dei genitori e ognuno ha dei problemi con i genitori. E penso che per noi sia sempre una questione di entrare nel personaggio". Orci ha affermato che la serie è una combinazione tra una serie procedural e una serie "estremamente serializzata e molto cult", per citarne alcune, Law & Order e Lost.
I primi attori a far parte dell'episodio furono Kirk Acevedo e Mark Valley a metà gennaio 2008. John Noble e Lance Reddick furono i successivi ad essere scelti, sebbene si credesse erroneamente che Tomas Arana fosse stato scelto per il ruolo di Reddick. A questi è susseguito il casting di Anna Torv, Blair Brown e Jasika Nicole. Abrams disse che Torv fu scelta perché era una combinazione di "raffinatezza, grande talento, aspetto sorprendente e una complessità che è la chiave del personaggio essendo un personaggio di interesse centrale". Kurtzman sentiva che era una persona "con cui vorresti passare del tempo", che era fondamentale per una serie incentrata sulla scienza. Joshua Jackson è stato l'ultimo a prendere parte alla serie. Jackson fece il provino per il ruolo di James T. Kirk nello Star Trek di Abrams e si credeva fosse stato questo il motivo impressionò il produttore a tal punto da introdurlo nel suo progetto televisivo. Abrams ha affermato che il casting di Jackson è stato "all'ultimo minuto".
Nonostante l'episodio fosse ambientato a Boston e dintorni, la produzione si sviluppava a Toronto nella provincia dell'Ontario in Canada. La produzione dell'episodio è costata 10 milioni di dollari, rendendolo uno degli episodi pilota più costosi della storia della televisione. Dopo le riprese dell'episodio, la produzione si è trasferita a New York. I produttori sono stati costretti ad assumere una nuova mucca per il resto della stagione perché non gli era permesso far viaggiare la mucca originale dal Canada a New York. I membri del team di produzione evidenziarono che sarebbero stati pronti a dipingere nuove mucche se gli spettatori avessero notato delle differenze.
Tre mesi prima della sua trasmissione, era stata diffusa una versione incompleta dell'episodio pilota attraverso i client BitTorrent, alimentando le voci che fosse trapelato deliberatamente per aumentare l'interesse verso la serie. Il produttore esecutivo Burk ha negato tali affermazioni, dicendo che "odiamo pubblicare qualsiasi cosa fino a quando non viene completata, ed è davvero il motivo per cui voi non avete ricevuto copie anticipate". Abrams ha affermato che mentre la troupe di produzione "era impazzita" per la fuga di notizie, lui era contento che la "risposta fosse stata molto più positiva che negativa, soprattutto per qualcosa che non fosse stata ancora completata". La versione della première dell'episodio aveva delle nuove scene aggiunte mentre altre scene erano state rimosse; Abrams ha anche detto che si son dovuti "ridurre e spostare alcuni momenti qua e là", e il finale era completamente diverso. Burk ha anche affermato che il compositore, Michael Giacchino, non aveva ancora terminato la colonna sonora a cui stava lavorando al momento della fuga di notizie, e la maggior parte della musica in primo piano era una traccia temporanea. Una variante di un brano musicale di Giacchino chiamato "Hollywood and Vines" utilizzato nel pilota era originariamente presente in Lost, così come fu creato per quello show, fu creato anche per Abrams.

## Accoglienza

### Ascolti
Il laboratorio del dottor Bishop è stato seguito da 9,13 milioni di telespettatori statunitensi, con dati aumentati nel corso dell'episodio. L'episodio ha ottenuto un indice Nielsen di 3,2 / 9 in chiave demografica dai 18 ai 49 anni, ed è stata la dodicesima serie più seguita della settimana. Il 3,2 si riferisce al 3,2% delle persone di età compresa tra 18 e 49 anni negli Stati Uniti, e il 9 si riferisce al 9% delle persone di età compresa tra 18 e 49 anni che guardavano la televisione durante la trasmissione in diretta negli Stati Uniti. L'episodio è stato presentato in anteprima ufficiale al tour della Television Critics Association del 2008, dove ha ricevuto recensioni positive da parte della critica.

### Critica
Metacritic ha assegnato all'episodio un Metascore (una media ponderata basata sulle impressioni di una selezione di 25 recensioni critiche) di 67, che sta ad indicare generalmente recensioni favorevoli. Barry Garron di The Hollywood Reporter l'ha trovato promettente perché "ricorda il fascino della battaglia dei sessi". Rober Bianco di USA Today ha detto, "quello che Abrams porta a Fringe è lo sguardo di un regista per la trama e il ritmo, la passione sfrenata di un fan per la fantascienza, e il dono di un narratore investendo eventi assurdi con emozioni e personaggi veri in cui identificarsi". Travis Fickett di IGN ha assegnato all'episodio un punteggio di 7,6 su 10, definendolo "un episodio iniziale poco brillante che lascia intendere che possa essere una serie discreta". Tim Goodman del San Francisco Chronicle ha osservato che, nonostante "alcuni difetti in esso – principalmente dovuti a uno scontro di toni – si esagera ancora sulla creatività, sull'inquietudine, sulla recitazione e lo sviluppo di personaggi promettenti". Misha Davenport del Chicago Sun-Times lo ha definito un "X-Files aggiornato con l'aggiunta del terrorismo e dell'ufficio della Sicurezza Nazionale.
John Doyle di The Globe and Mail ha definito l'episodio "splendidamente realizzato". Tuttavia, Doyle ha considerato "indulgente" la scena durante la quale Torv si spogliava in bikini e ha messo in dubbio la buona fede nel rendere "il suo corpo un oggetto" nel primo episodio. Matthew Gilbert del Boston Globe ha scritto che "dopo l'inizio elettrizzante, Fringe si svolge in maniera irregolare e ingombrante fornendo pochissimi brividi ed emozioni." Robert Abele di LA Weekly ha trovato che Fringe fosse come "il buffet di uno spettacolo, ma di quelli un po' troppo striminziti per dare la possibilità di essere scoperto." John Leonard del New York era scettico nei confronti della premessa e della trama, ma trovava che Torv "recitava meravigliosamente" il suo personaggio. Heather Havrilesky di Salon.com pensava che la trama fosse troppo esagerata e descriveva Abrams come "l'ultimo dei ragazzetti dall'immaginazione spiccata con sindrome di savant... che non riesce ad esercitare un po' di autocontrollo."
L'episodio ha ricevuto pareri negativi dal gruppo conservatore a sostegno dei "valori della famiglia" Parents Television Council, che lo ha indicato come lo spettacolo peggiore della settimana e lo ha denunciato per "eccesso di violenza e spargimenti di sangue."